# Marosi István (kézilabdázó)
Marosi István (Ózd, 1944. április 5. – Ózd, 2018. január 31.) olimpikon, magyar válogatott kézilabdázó.

## Élete és pályafutása
Az ózdi gyári iskolában Mohos Ferenc testnevelő tanár keze alatt kezdett rendszeresen sportolni. Kézilabdát 1957-ben, nyolcadikos korában vett először a kezébe, amikor Petróczy Lajos az új sportághoz, a kispályás kézilabdához toborzott srácokat. Marosi – a József Attila Gimnázium tanulójaként – már 14 éves korában a felnőtt csapattal készült.
A következő évben már a megyei ifi válogatottban tűnt fel. Az 1963-as esztendőben csapata az Ózdi Kohász vezérletével jutott fel az NB I-be. Marosit még a másodosztályban megválasztották a mezőny legjobb játékosnak, így hamarosan meghívást kapott a magyar „A” válogatottba is. 1963 őszén Pozsonyban a csehszlovákok ellen debütált Tizenegy éven át, 210 alkalommal, szinte állandó tagja, illetve meghatározó játékosa volt a válogatottnak. 1972-ben részt vett a müncheni olimpián, ahol a magyar csapat a 8. helyig jutott.
Az olimpia a sport igazi nagy ünnepe, ettől nagyobbat nem ismerek és nincs is. Nekem abban a szerencsében volt részem, hogy ott lehettem 1972-ben, müncheni játékokon és a világ krémje között versenyezhettem. Válogatottunk nyolcadik lett, pedig mi az első négy közé vártuk magunkat, mert a földkerekség csúcsalakulatai közé tartoztunk. Viszont sajnos átestünk a ló másik oldalára, ugyanis túlságosan sokat edzettünk és ez okozta a vesztünket: fáradt csapat benyomását keltettük. Nem az akaratunkkal volt baj, szomjaztuk a sikert, tudásunk alapján érmesek is lehettünk volna, s ha nem veszik szerénytelenségnek kijelentem, hogy akkoriban engem is a világ legjobb játékosai között jegyeztek.
Pályafutása során szerepelt a csehszlovákiai (1964), a svédországi (1967), és a franciaországi (1970) világbajnokságon, mindhárom alkalommal a magyar csapat a 8. helyen végzett. Svédországban a vb-n holtversenyben gólkirályi címet is szerzett.
Az NB I-ben 1968-ban volt gólkirály, egyszer pedig „Az év sportolója” . Kétszer jelölték a világranglistán No. 1-ként. Csehszlovákia kézilabdasportjának 50. jubileumán, 1967-ben magára ölthette a világválogatott mezét.
1974-ben, mindössze harmincévesen, abbahagyta az aktív játékot, és leült csapata, az Ózdi Kohász edzői kispadjára. Két évet ott húzott le, miközben alacsonyabb osztályban játszott levezetésként, három évet Egerben, egyet pedig Nyíregyházán. Közben főiskolát végzett, és  munkahelyén, az Ózdi Kohászati Üzemekben is magas beosztásba került, vezérigazgató-helyettesi titkárságvezető lett.
1983-tól 1995-ig az Ózdi Kohász Sportegyesület elnöki tisztét látta el. 1994-től 8 éven át töltötte be a Borsod-Abaúj-Zemplén Megyei Kézilabda Szövetség elnöki posztját. Közben 4 évig újra edzősködött, az Ózdvidéki Bányász NB II-es amatőr férfi csapatánál, melyet kiesőhelyről az NB I B. helyéig vezetett.  Az 1990-es évek közepétől elnöke a Magyar Kézilabda Szövetség Etikai Bizottságának is.
A továbbiakban a sporttól nem szakadt el, mert a vadászat, mint sport, élete részévé vált. Magánéletében ékszer-kereskedelemmel foglalkozott, és elnöke volt két erdőbirtokosságnak és egy vadásztársaságnak is.
Lánya, Zita – aki ifjúsági válogatott kézilabdázó volt – Nyíregyházán klinikai szakpszichológus. Három unokája van, közülük a legfiatalabb, Luca is kézilabdázik, a debreceni utánpótlásban.

## Marosi István Városi Sportcsarnok
2017. január 20-án tartották meg Ózdon a Marosi István Városi Sportcsarnok névadóját. Még 2016 decemberben döntött a képviselő-testület arról, hogy a Városi Sportcsarnokot a korábbi világválogatott kézilabdázóról, Marosi Istvánról nevezik el.

## Díjai, elismerései
- Az év magyar kézilabdázója (1966)
- A Nemzeti Bajnokság gólkirálya (1968)
- Szülővárosa, Ózd díszpolgára (2009)